# Список керівників держав 59 року
В даній статті представлені керівники державних утворень. Також фрагментарно наведені керівники нижчого рівня та деякі релігійні предстоятелі. З огляду на неможливість точнішого датування певні роки владарювання наведені приблизно.

## Європа
- Боспорська держава — цар Котіс I (до 63)
- володарка кельтського племені бригантів Картімандуя (43-69)
- правитель Дакії Скорило (29-68)
- Ірландія — верховний король Каїрбре Кіннхайт (55-60 (згідно з «Історією» Джеффрі Кітінга) або 39-56 (згідно з «Хроніками Чотирьох Майстрів»)).
- вождь іценів — Прасутаг (47 — до 60)
- правитель корітанів Волісіос (до 60)
- Римська імперія
  - імператор Нерон (54-68)
    - консули Гай Віпстан Апроніан і Гай Фонтей Капітон
      - легат провінції Паннонія — до 68 невідомо
      - легат Римської Британії Гай Светоній Паулін (58-61)

## Азія
- Адіабена — Монобаз II (55-70-ті)
- Анурадхапура — Яссалалака (до 60)
- Аріяка — раджа (цар) Нагапана Кшагарата (до 78)
- Велика Вірменія — цар Трдат I (55-58/59); по ньому — Тигран VI (59-63)
- Мала Вірменія — цар Арістобул Іродіад (до 71-72)
- цар Елімаїди Ород II (до 70)
- Іберійське царство — Мітрідат I (58-106)
- Індо-парфянське царство (Маргіана) — цар Абдагаз (до 65)
- Китай — Династія Хань — Ґуан У (25-57); по ньому — Лю Чжуан (57-75)
- Когурьо — Тхеджохо (53-146)
- Коммагена — Антіох IV (38-72)
- Кушанська імперія — Кудзула Кадфіз (46-85)
- Набатейське царство — цар Маліку II (40—70/71)
- Осроена — цар Ману VI (57-71)
- Пекче — ван Тару (29-77)
- Парфія — Вологез I (до 78)
- Царство Сатаваханів — магараджа Манділака (57-62)
- Сілла — ван Тхархе (57-80)
- Харакена  — Аттамбел IV (до 64-65)
- шаньюй Хунну Хань (56-59); по ньому — Ді (59-63)
  - первосвященник Юдеї Ананія бен Недебай (47-59); по ньому — Ісмаел II бен Фабус
  - прокуратор Юдеї Марк Антоній Фелікс (до 59)
  - префект Римської Сирії Гай Уммідій Дурмій Квадрат (до 59-60)
  - намісник провінції Азія Гней Доміцій Корбулон (52-60)

## Африка
- Царство Куш — цар Аманітенмеміде (до 62)
  - префект Римського Єгипту Тіберій Клавдій Бальбіл (55-59)